# He-Man and the Masters of the Universe
He-Man and the Masters of the Universe er en amerikansk animeret superhelte-tv-serie fra 1983 lavet af Filmation.

## Figurer
- Prince Adam / He Man
- Cringer / Battle Cat
- Teela
- Man-At-Arms / Duncan
- Orko
- King Randor
- Queen Marlena
- Skeletor
- Evil Lyn
- Beastman
- Trap Jaw